# Goshenit
Goshenit – minerał, bardzo czysta, bezbarwna, przezroczysta odmiana berylu. Znany okaz oszlifowanego kamienia o masie ok. 62 ct. znajduje się w kolekcji Smithsonian Institution. 

## Odkrycie i pochodzenie nazwy
Goshenit był już używany w starożytności, lecz jego oficjalne odkrycie miało miejsce w 1844 roku przez amerykańskiego mineraloga Charlesa Uphama Sheparda. Nazwał ten bezbarwny beryl na cześć miejsca, gdzie go znalazł - małego miasteczka Goshen w hrabstwie Hampshire w stanie Massachusetts.

### Przydomek
Wolny od inkluzji, zyskał miano jednego z najpiękniejszych kamieni szlachetnych, godnego tytułu "matki kamieni szlachetnych". Ten zaszczytny tytuł może dodatkowo odnosić się do zdolności goszenitu do przekształcania się w różne odmiany berylu po dodaniu zanieczyszczeń. Jego naturalna przezroczystość wynika z minimalnej zawartości domieszek, odbiegającej od innych odmian berylu. Pomimo tego, goszenit może zostać zabarwiony na kolory, takie jak żółty, zielony, różowy i niebieski, za pomocą napromieniowania cząstkami wysokoenergetycznymi.

## Charakterystyka

### Właściwości
• posiada ciekło-gazowe inkluzje, o nieregularnych kształtach lub w postaci rurek ułożonych równolegle wzdłuż ścian słupa.
• krystalizuje w układzie heksagonalnym.
• jest to cyklokrzemianu berylu i glinu o wzorze chemicznym Be₃Al₂Si₆O₁₈.
• jego kryształy są zwykle znacznie mniejsze od pozostałych odmian.
• ciężar właściwy wynosi od 2,63 do 2,92 g/cm³.
• najczęstszą odmianą goshenitu jest bezbarwna forma, czasami może on wykazywać bladożółty lub różowawy odcień. Te delikatne odcienie zazwyczaj są bardzo słabe i nie mają znaczącego wpływu na ogólną bezbarwność kamienia.
• ma niezbyt wyraźną łupliwość, przełam nierówny, najczęściej muszlowy.
• nie wykazuje pleochroizmu.
• Jest to minerał jednoosiowy (-) o współczynniku załamania światła od 1.562 do 1.615.
• w wysokich temperaturach odmiany przezroczyste ulegają zmętnieniu.
• dwójłomność: 0.003 do 0.010.
• podwójne załamanie światła jest niskie (0,004 – 0,008), natomiast dyspersja jest słaba (0,014). 
• goshenit jest podwójnie refrakcyjny, co oznacza, że może rozszczepić promień światła na dwa promienie, kiedy przechodzi przez kamień szlachetny. To wyjątkowe zjawisko wynika z sześciokątnej struktury krystalicznej berylu.
• ceniony przede wszystkim dla swej pięknej barwy.

### Zastosowanie
• w przeszłości był używany do produkcji okularów, soczewek, teleskopów i szkieł powiększających, ze względu na swoją przezroczystość, twardość i trudność w zarysowaniu go.
• większość okazów goszenitu nie jest klarowna i takie, zwłaszcza drobnokrystaliczne, służą jako surowiec do otrzymywania metalicznego berylu. 
• poszukiwany przez kolekcjonerów minerałów. 
• nadaje mu się najczęściej szlif fasetkowy. 
• dzięki imponującej twardości, goszenity, podobnie jak inne odmiany berylu, znalazły zastosowanie w jubilerstwie. Przed erą syntetycznych diamentów (jak również współcześnie) goszenit był często wybierany jako alternatywa dla diamentów. Najczęściej stosowane szlify należą do mniej cenionych szlifów diamentu: takie jak rozetkowy, królewski, owalny lub gruszkowy. Dodatkowo, umieszczając pod kamieniem srebrną lub zieloną folię, kamień może pełnić rolę alternatywy dla szmaragdów i innych barwnych kamieni szlachetnych.

### Odróżnianie
Goszenit przypomina kwarc, cyrkon, biały topaz i biały szafir. Odróżnia się go na podstawie twardości, gęstości i kształtu kryształów. Jest twardszy od kwarcu i cyrkonu, a mniej twardy od topazu i szafiru; goszenit ma gęstość większą niż większość bezbarwnych kamieni szlachetnych, ale lżejszą niż diament. Ponadto jego wyjątkowy układ sześciokątny stanowi łatwo rozpoznawalny element, odróżniający go od innych kamieni szlachetnych takich jak beryl, topaz czy szafir.

## Występowanie
Goshenit występuje najczęściej w pegmatytowych kawernach, łupkach mikowych i marmurze. Spotykany także w skałach metamorficznych. Bywa znajdowany w osadach rzecznych i strumieniowych. Współwystępuje najczęściej z muskowitem i albitem. Okazy z Namibii często współwystępują z szerlitem a okazy z Chin – z szelitem. Do innych minerałów, które mogą mu towarzyszyć zalicza się kwarc, fluoryt, elbait, morganit czy skalenie. 

## Miejsce występowania
Jest rzadkim minerałem, został odnaleziony w mniej niż 100 lokalizacjach. W Polsce nie występuje. Do najważniejszych źródeł goszenitu należy stan Minas Gerais w Brazylii; Ural w Rosji; obszary w pobliżu Dassu w Pakistanie; obszary w pobliżu Ampangabe na Madagaskarze. W Stanach Zjednoczonych goszenit został znaleziony w wielu miejscach. Ważnymi źródłami są przede wszystkim pegmatyty z Nowej Anglii (głównie Maine, Massachusetts oraz Connecticut), pegmatyty z południowej Kalifornii oraz liczne lokalizacje w pegmatytach granitowych z Gór Skalistych. Występuje także w Chinach, Kanadzie, Meksyku i we Włoszech.

## Galeria

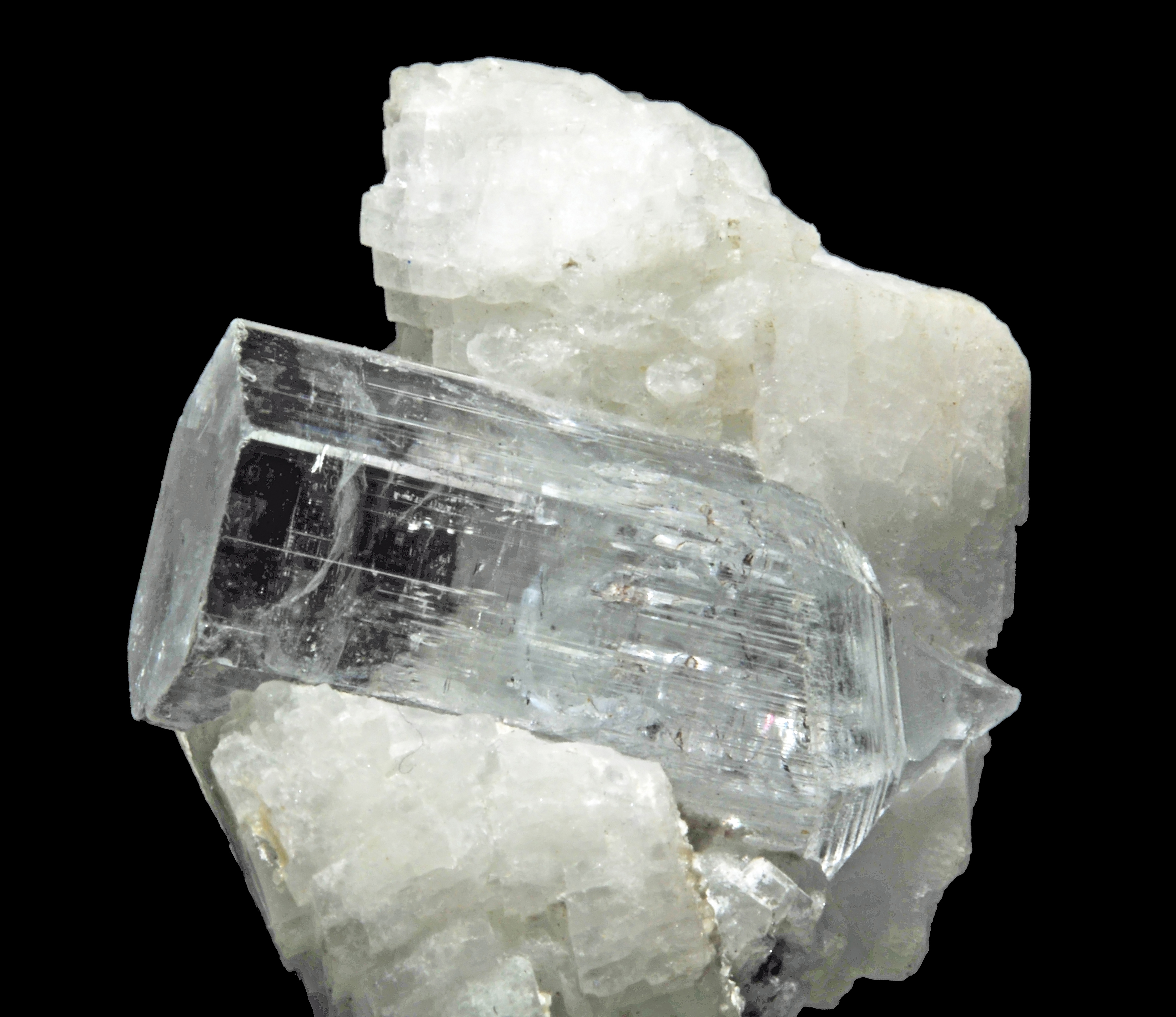
Okaz z miką z Pakistanu

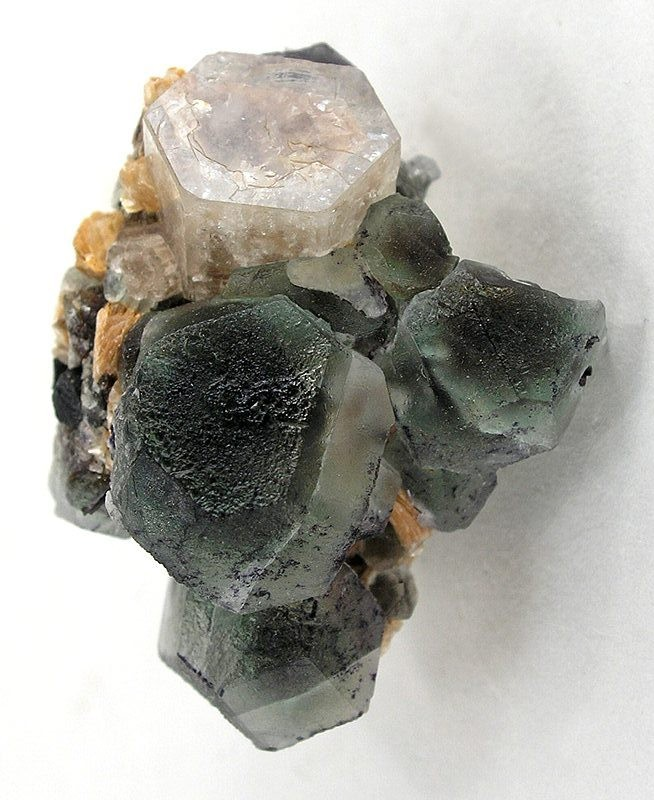
Goshenit z fluorytem (zielony) z Gór Erongo (Namibia)

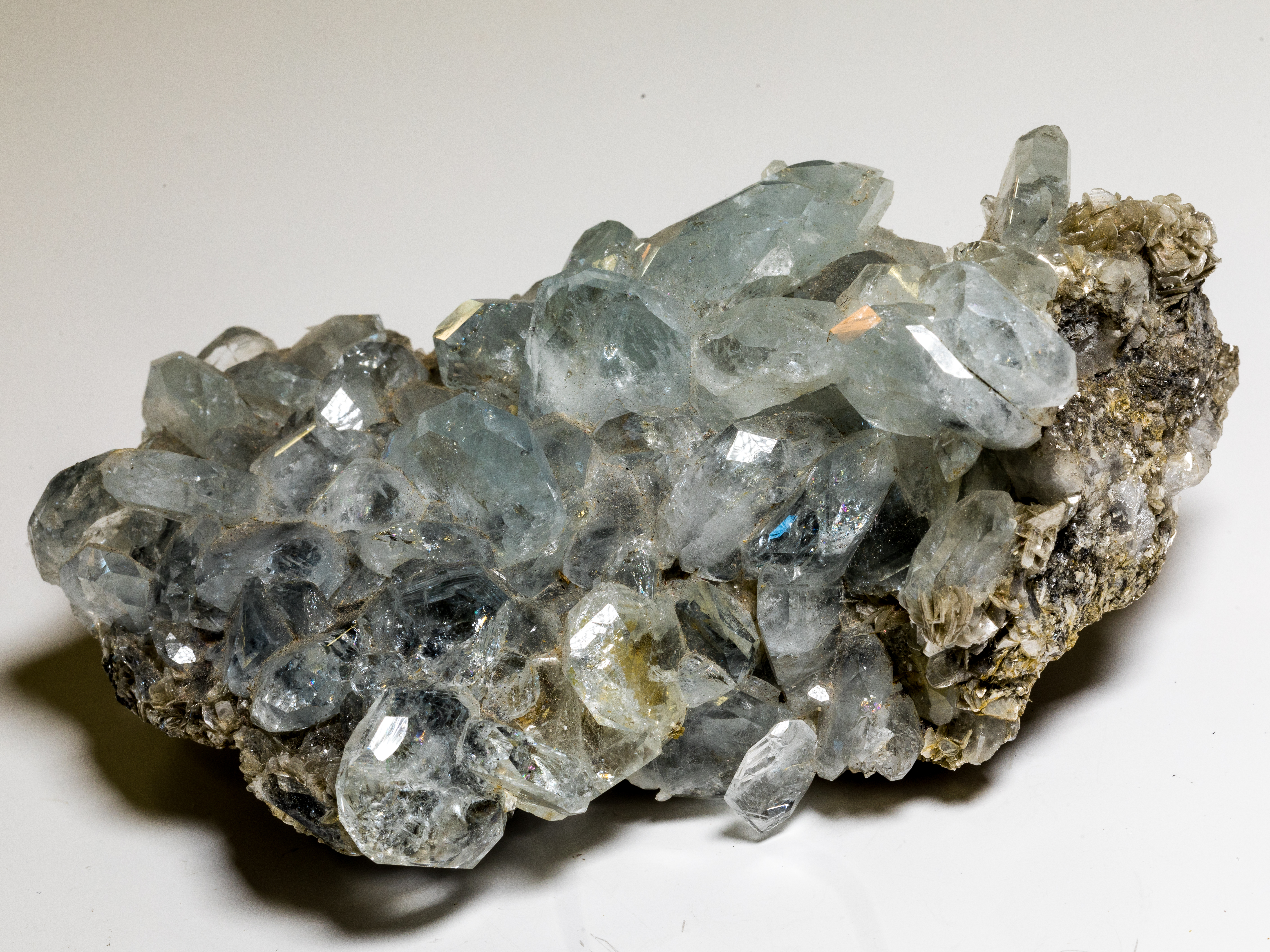
Goshenit z Chin